# Cappella de' Picenardi
Pour les articles homonymes, voir Cappella.
Cappella de' Picenardi est une commune italienne de la province de Crémone, dans la région Lombardie.

## Administration
| Période                                  | Période | Identité | Étiquette | Qualité |
| ---------------------------------------- | ------- | -------- | --------- | ------- |
|                                          |         |          |           |         |
| Les données manquantes sont à compléter. |         |          |           |         |

### Communes limitrophes
Ca' d'Andrea, Cicognolo, Derovere, Pescarolo ed Uniti, Pessina Cremonese, Pieve San Giacomo, Torre de' Picenardi